# 370P/NEAT
370P/NEAT, komet Jupiterove obitelji